# Flecha Brabanzona
A Flecha Brabanzona (oficialmente e em neerlandês Brabantse Pijl;  em francês Flèche Brabançonne)  é uma competição de ciclismo de um dia de Bélgica que se disputa anualmente no Brabante Flamengo, Bélgica.
Disputa-se desde 1961. Desde a criação dos Circuitos Continentais UCI em 2005 faz parte do UCI Europe Tour primeiro dentro da categoria 1.1 e no 2011 ascendendo à 1.hc (máxima categoria destes circuitos).
O belga Edwig Van Hooydonck ostenta o recorde de vitórias na prova, com quatro triunfos entre 1987 e 1995.
Óscar Freire é o único ciclista espanhol que tem conseguido ganhar esta prova, durante três anos consecutivos entre 2005 e 2007.

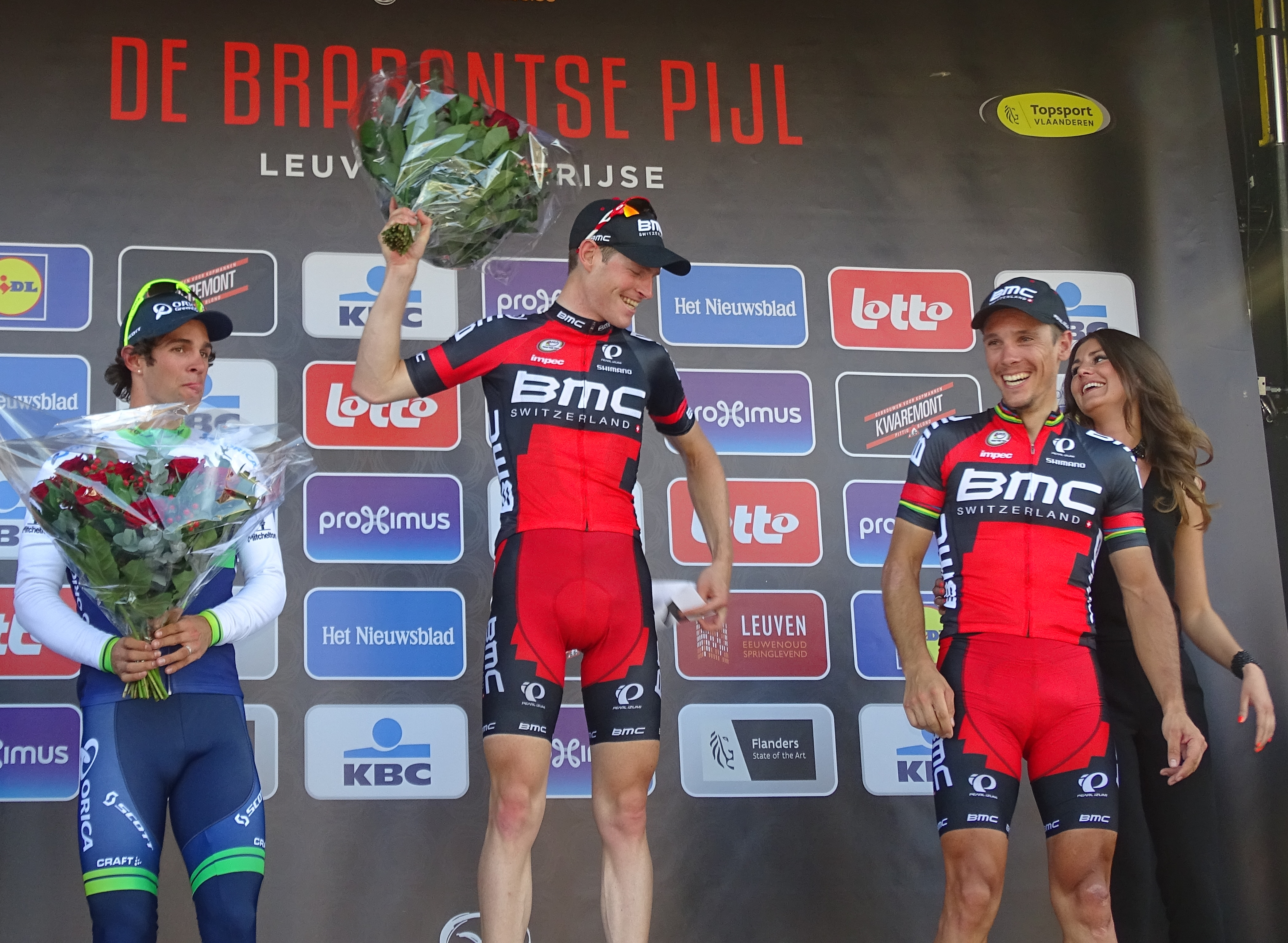
Pódio da edição 2015

A partir do ano 2018 disputa-se uma versão feminina da prova.

## Palmarés
| Ano  | Vencedor             | Segundo                    | Terceiro            |
| ---- | -------------------- | -------------------------- | ------------------- |
| 1961 | Pino Cerami          | Michel Van Aerde           | Willy Schroeders    |
| 1962 | Ludo Janssens        | Robert De Middeleir        | Raymond Impanis     |
| 1963 | Joseph Wouters       | Emile Daems                | Gustaaf De Smet     |
| 1964 | Arnaldo Pambianco    | Yvo Molenaers              | Victor Van Schil    |
| 1965 | Willy Bocklant       | Georges Van Coningsloo     | Piet Rentmeester    |
| 1966 | Jan Janssen          | Bas Maliepaard             | Jos van der Vleuten |
| 1967 | Roger Rosiers        | Jan Lauwers                | Emile Coppens       |
| 1968 | Victor Van Schil     | Willy Van Neste            | Eddy Beugels        |
| 1969 | Willy In 't Ven      | Jos van der Vleuten        | Willy Monty         |
| 1970 | Herman Van Springel  | Victor Van Schil           | Georges Pintens     |
| 1971 | Joseph Spruyt        | Eddy Merckx                | Roger De Vlaeminck  |
| 1972 | Eddy Merckx          | Herman Van Springel        | Roger Swerts        |
| 1973 | Johan De Muynck      | Victor Van Schil           | Herman Van Springel |
| 1974 | Herman Van Springel  | Frans Verbeeck             | Freddy Maertens     |
| 1975 | Willem Peeters       | Michel Pollentier          | Gerrie Knetemann    |
| 1976 | Freddy Maertens      | Eddy Merckx                | Frans Verbeeck      |
| 1977 | Frans Verbeeck       | Gerrie Knetemann           | Willy Teirlinck     |
| 1978 | Marcel Laurens       | Herman Van Springel        | Ludo Peeters        |
| 1979 | Daniel Willems       | Gerrie Knetemann           | Eddy Schepers       |
| 1980 | Michel Pollentier    | Sean Kelly                 | Fons van Katwijk    |
| 1981 | Roger De Vlaeminck   | Guido Van Calster          | Johnny Broers       |
| 1982 | Claude Criquielion   | Eddy Planckaert            | Ronny Van Holen     |
| 1983 | Eddy Planckaert      | Rudy Matthijs              | Alfons De Wolf      |
| 1984 | Ronny Van Holen      | Theo de Rooij              | Paul Haghedooren    |
| 1985 | Adri van der Poel    | Jean-Marie Wampers         | Laurent Fignon      |
| 1986 | Johan van der Velde  | Eddy Planckaert            | Theo de Rooij       |
| 1987 | Edwig Van Hooydonck  | Peter Harings              | Jean-Marie Wampers  |
| 1988 | Johan Capiot         | Jean-Philippe Vandenbrande | Rolf Gölz           |
| 1989 | Johan Capiot         | Adri van der Poel          | Dirk De Wolf        |
| 1990 | Frans Maassen        | Johan Capiot               | Noël Segers         |
| 1991 | Edwig Van Hooydonck  | Dirk De Wolf               | Maurizio Fondriest  |
| 1992 | Johan Capiot         | Paul Haghedooren           | Mario De Clercq     |
| 1993 | Edwig Van Hooydonck  | Franco Ballerini           | Andrei Tchmil       |
| 1994 | Michele Bartoli      | Maarten den Bakker         | Gianni Bugno        |
| 1995 | Edwig Van Hooydonck  | Alexandr Gonchenkov        | Dmitri Konyschew    |
| 1996 | Johan Museeuw        | Edwig Van Hooydonck        | Gianluca Pianegonda |
| 1997 | Gianluca Pianegonda  | Maarten den Bakker         | Michael Boogerd     |
| 1998 | Johan Museeuw        | Germano Pierdomenico       | Michael Boogerd     |
| 1999 | Michele Bartoli      | Michael Boogerd            | Daniele Nardello    |
| 2000 | Johan Museeuw        | Nico Mattan                | Rolf Sørensen       |
| 2001 | Michael Boogerd      | Scott Sunderland           | Axel Merckx         |
| 2002 | Fabien De Waele      | Erwin Thijs                | Chris Peers         |
| 2003 | Michael Boogerd      | Óscar Freire               | Luca Paolini        |
| 2004 | Luca Paolini         | Michael Boogerd            | Nico Sijmens        |
| 2005 | Óscar Freire         | Marc Lotz                  | Axel Merckx         |
| 2006 | Óscar Freire         | Karsten Kroon              | Nick Nuyens         |
| 2007 | Óscar Freire         | Nick Nuyens                | Kim Kirchen         |
| 2008 | Sylvain Chavanel     | Philippe Gilbert           | Juan Antonio Flecha |
| 2009 | Anthony Geslin       | Jérôme Pineau              | Fabian Wegmann      |
| 2010 | Sébastien Rosseler   | Thomas De Gendt            | Jurgen van de Walle |
| 2011 | Philippe Gilbert     | Björn Leukemans            | Anthony Geslin      |
| 2012 | Thomas Voeckler      | Óscar Freire               | Pieter Serry        |
| 2013 | Peter Sagan          | Philippe Gilbert           | Björn Leukemans     |
| 2014 | Philippe Gilbert     | Michael Matthews           | Tony Gallopin       |
| 2015 | Ben Hermans          | Michael Matthews           | Philippe Gilbert    |
| 2016 | Petr Vakoč           | Enrico Gasparotto          | Tony Gallopin       |
| 2017 | Sonny Colbrelli      | Petr Vakoč                 | Tiesj Benoot        |
| 2018 | Tim Wellens          | Sonny Colbrelli            | Tiesj Benoot        |
| 2019 | Mathieu van der Poel | Julian Alaphilippe         | Tim Wellens         |
| 2020 | Julian Alaphilippe   | Mathieu van der Poel       | Benoît Cosnefroy    |
| 2021 | Thomas Pidcock       | Wout van Aert              | Matteo Trentin      |
| 2022 | Magnus Sheffield     | Benoît Cosnefroy           | Warren Barguil      |
| 2023 | Dorian Godon         | Ben Healy                  | Benoît Cosnefroy    |
| 2024 | Benoît Cosnefroy     | Dylan Teuns                | Tim Wellens         |

## Recorde de vitórias
Os corredores com mais vitórias são:
| Ciclista            | Vitórias | Anos                   |
| ------------------- | -------- | ---------------------- |
| Edwig Van Hooydonck | 4        | 1987, 1991, 1993, 1995 |
| Johan Capiot        | 3        | 1988, 1989, 1992       |
| Johan Museeuw       | 3        | 1996, 1998, 2000       |
| Óscar Freire        | 3        | 2005, 2006, 2007       |
| Herman Van Springel | 2        | 1970, 1974             |
| Michele Bartoli     | 2        | 1994, 1999             |
| Michael Boogerd     | 2        | 2001, 2003             |
| Philippe Gilbert    | 2        | 2011, 2014             |

## Palmarés por países
Atualizado após edição de 2024
| País           | Vitórias |
| -------------- | -------- |
| Bélgica        | 38       |
| Países Baixos  | 7        |
| Itália         | 6        |
| França         | 6        |
| Espanha        | 3        |
| Eslováquia     | 1        |
| Chéquia        | 1        |
| Reino Unido    | 1        |
| Estados Unidos | 1        |